# Одетта и Одиллия
Оде́тта и Оди́ллия — персонажи балета «Лебединое озеро» на музыку П. И. Чайковского. Как правило, в спектакле обе партии исполняются одной балериной.

## Одетта
Одетта — главная героиня балета «Лебединое озеро» на музыку П. И. Чайковского, созданного по мотивам старинной немецкой легенды о прекрасной принцессе, превращённой в белого лебедя колдуном — рыцарем Ротбартом (нем. Von Rothbart), которую спасает принц Зигфрид (нем. Siegfried).
Чары Злого Гения действуют днём, но с приходом луны белый лебедь превращается в прекрасную Одетту. Она не одинока, на озере её окружают заколдованные девушки-лебеди, назвавшие Одетту королевой лебедей. По легенде, слёзы матери по похищенной злодеем дочери образовали волшебное «лебединое озеро». Заклятье может быть разрушено только верной любовью молодого человека, но, если обет вечной любви нарушится, она навсегда останется лебедем. Во время охоты на озере молодой принц Зигфрид увидел магическое преображение лебедя в девушку и без памяти влюбился, поражённый неземной красотой. Одетта рассказывает ему свою историю, он клянётся в вечной любви и приглашает в свой замок на королевский бал, чтобы представить матери, владетельной княгине, как свою невесту. Всю ночь они мечтают и танцуют, пока рассвет не превращает Одетту в лебедя.
Владетельная княгиня, мать Зигфрида устроила бал в своём замке, на который пригласила невест для своего сына, влюблённого в прекрасного белого лебедя. Самые первые красавицы танцуют перед ним. В балете происходит чередование танцев: Невест, Друзей принца, Испанской, Неаполитанской, Венгерской принцесс; Мазурки и конечно же вариации обаятельного шута.       

## Одиллия
Одиллия — дочь злого волшебника Ротбарта Одиллия в образе чёрного лебедя обольщает принца Зигфрида, притворившись Одеттой, и он признаётся ей в любви. В этот момент Одетта бьёт крылом в окно замка (эту партию дублёрши Одетты обычно доверяют артистке кордебалета). Ротбарт ликует, Одиллия злобно смеётся, Зигфрид устремляется к озеру..